# LETS (教育)
LETS（れっつ）は、大阪府の府立高等学校のうち、国際関係の学科を設置している10校を総称した愛称。
10校は大阪府立旭高等学校、大阪府立和泉高等学校、大阪府立佐野高等学校、大阪府立住吉高等学校、大阪府立泉北高等学校、大阪府立千里高等学校、大阪府立長野高等学校、大阪府立花園高等学校、大阪府立枚方高等学校、大阪府立箕面高等学校。

## 概要
大阪府立高等学校に設置されていた国際教養科など国際関係の学科3学科が2021年度に改編した。取り組みを発展・深化させるため、「覚えやすく、親しみやすい愛称」として「LETS」が決められた。
「LETS」の読み方は「レッツ」で、10校の目指す方針である「学び（Learn）や海外交流・ボランティア活動などの経験（Experience）を基に、グローバルな視点で物事を考え（Think）、国際社会へ羽を広げ（Spread your wings）て活躍する人材の育成」を意味する英語「Learn, Experience, Think, and Spread your wings!」の頭文字を並べたとしている。
関係校10校で、課題研究の成果を発表する合同発表会や、「インターナショナル・フェスティバル」の取り組みをおこなっている。

## 沿革

### 国際教養科の設置
大阪府立高等学校の国際教養科は、1986年に出された大阪府学校教育審議会の答申と、1988年の府政に関する世論調査を踏まえ、大阪府教育委員会の「高校生の国際理解教育を推進する」目的で、1990年に大阪府立千里高等学校と大阪府立住吉高等学校の2校に設置された。いずれも、従来の全日制普通科高等学校に併置する形で設置されている。
その後国際教養科は、1991年に大阪府立佐野高等学校に、また翌1992年に大阪府立旭高等学校・大阪府立泉北高等学校・大阪府立長野高等学校・大阪府立花園高等学校・大阪府立枚方高等学校・大阪府立箕面高等学校の6校に設置された。いずれも従来の全日制普通科高等学校に併設する形となった。
1990年代から2000年代前半にかけて、国際教養科は計9校設置されていた。

### 国際・科学高校
この9校のうち、大阪府立千里高等学校、大阪府立住吉高等学校、大阪府立泉北高等学校の3校は2005年度、2003年11月25日に発表された｢府立高等学校特色づくり・再編整備計画（全体計画）平成15年度（第1年次）実施対象校」の方針により、専門高等学校に改編され「国際・科学高校」として設置された。
「国際・科学高校」では国際文化科と総合科学科の2学科を設置した。国際文化科では国際関係や現代の社会・文化などについて重点的に学び、英語や国際関係に関する専門教科・科目を開講した。総合科学科では科学や数理的思考などを重点的に育成し、専門教科「理数」に関する科目を開講した。また両学科ともに、英語以外の外国語科目（中国語、韓国・朝鮮語、フランス語、スペイン語など）が開講され、いずれの学科からも文系の学部・理系の学部の両方に進学できるようにカリキュラムが編成されていた。
「国際・科学高校」に改編された3校はいずれも従来の普通科と国際教養科の併設校を母体とし、地理条件や通学環境（交通の便）を考慮して改編対象校として選定され、国際理解の観点に基づいて、グローバルに活躍できる人材の育成を目指していた。
3校とも単位制・2学期制を導入。65分5限授業あるいは45分7限授業を行い、授業時間を最大限に確保。英語や情報機器の積極的に活用し、実験・実習や語学の体験学習、プレゼンテーション能力の育成、国際理解教育を推進し、海外留学や外国人留学生の受け入れなども積極的に取り組んでいた。

### グローバル科
大阪府立和泉高等学校では2012年度に全日制普通科の中にグローバルコースを設置し、コースが母体となる形で2013年度にグローバル科を開設した。グローバル科は国際科の位置づけとして、英語に関する特色ある科目を設定し、英語に関する高度な学習や、海外スタディツアーの実施、留学生の積極的内受け入れなどの教育活動を打ち出した。語学力やコミュニケーション能力、論理的思考能力の育成など､国際的に活躍できる「グローバル人材」の育成を図るとした。
大阪府立箕面高等学校では2016年度より、従来の国際教養科をグローバル科に改編した。国際教養科では文系教科（英語、国語、社会科（地歴・公民））中心だった教育課程を見直し、数学・理科の理系教科もバランスよく学ぶカリキュラムを設定し、実践力・思考力・基礎力の「21世紀型の問題解決動力」の育成と国際社会で活躍する能力の育成を目的とした。

### LETSへの改編
2021年度入学生より、この時点で国際教養科を設置していた大阪府立高等学校5校（大阪府立旭高等学校・大阪府立佐野高等学校・大阪府立長野高等学校・大阪府立花園高等学校・大阪府立枚方高等学校）で、従来の国際教養科を発展させる形で国際文化科に改編した。
これらの5校の国際文化科への改編と、「国際・科学高校」3校の取り組み、および「グローバル科」2校での取り組みを統合発展させる形となり、計10校を総称して「LETS」となった。